# Apocheiridium asperum
Apocheiridium asperum es una especie de arácnido del orden Pseudoscorpionida de la familia Cheiridiidae.

## Distribución geográfica
Se encuentra en Lesoto (África).